# Цилиц
Цилиц (нем. Zielitz) — община в Германии, в земле Саксония-Анхальт.
Входит в состав района Оре. Подчиняется управлению Эльбе-Хайде. Население составляет 1934 человека (на 31 декабря 2010 года). Занимает площадь 11,40 км².